# Jankowice (powiat raciborski)
Jankowice (do 2005 Jankowice Rudzkie, niem. Jankowitz-Rauden, 1936-1945 Rodenbach) – wieś w Polsce położona w województwie śląskim, w powiecie raciborskim, w gminie Kuźnia Raciborska.
Z dniem 1 stycznia 2005 roku oficjalna nazwa wsi brzmi: Jankowice.

## Położenie
Jankowice (zwane Rudzkimi dla odróżnienia od Jankowic w powiecie rybnickim) to niewielka wioska leżąca przy drodze z Rud do Raciborza, zewsząd otoczona lasami. Wieś leży w Parku Krajobrazowym „Cysterskie Kompozycje Krajobrazowe Rud Wielkich”. Północno-zachodnia część miejscowości nosi nazwę Krasiejów. Część kompleksów leśnych w okolicy Jankowic posiadają lokalne nazwy: Czołna – las na przedłużeniu ul. Polnej, Szpis i Kadłub – lasy przy drodze leśnej do Rudy Kozielskiej, Thiergarten – dawny ogrodzony zwierzyniec, położony na północ od wsi, Czorno Kałuża – las po prawej stronie drogi do Rud. Znane są także lokalne nazwy łąk: Pieńki, Czcionki; pól: Zokuźnie, Zopłocie; dróg; Granica, Hulica, Krzyżowe Drogi, Wywóz, a także wzniesień: Kampa (243 m n.p.m.) – okolice Wiejskiego Domu Kultury i boiska, Pendzichowa Górka – na przedłużeniu ulicy Leśnej, Góra Zamkowa (214 m n.p.m.) – przy dukcie z Krasiejowa do nieistniejącej leśniczówki Corvey.
Przez centrum wsi przebiega 919 Droga wojewódzka nr 919.

## Historia
Najstarszym zachowanym dokumentem wymieniającym Jankowice jest dyplom biskupa wrocławskiego Tomasza I z 1264 r. Osiedlali się tu ludzie, którzy zajmowali się pielęgnacją lasów, zbieraniem nasion drzew iglastych i uprawą wykarczowanych obszarów leśnych. W końcu XIX wieku w 67 gospodarstwach mieszkało tu 330 osób. We wsi był wówczas folwark książęcy i leśniczówka Rothenburg (Krasiejów). W 1910 r. wieś liczyła 206 ha i 351 mieszkańców, obszar dworski – 1018 ha i 9 mieszkańców. W czasie plebiscytu za Niemcami opowiedziało tu się 130 osób, za Polską – 98. W okresie międzywojennym wieś pozostała w granicach Niemiec.
W latach 1975–1998 miejscowość administracyjnie należała do województwa katowickiego.

## Turystyka
Przez miejscowość przebiega  czerwony szlak turystyczny „Szlak Husarii Polskiej”, a także  czerwona trasa rowerowa nr 6.